# Previously On
«Previously On» (en español, «En el episodio anterior...») es el octavo episodio de la miniserie de televisión estadounidense WandaVision, basada en los personajes Wanda Maximoff / Bruja Escarlata y Visión de Marvel Comics. Sigue a Wanda mientras revive momentos de su pasado que la llevaron a crear una idílica vida suburbana en el pueblo de Westview. Está ambientado en el Universo cinematográfico de Marvel (UCM), compartiendo continuidad con las películas de la franquicia. Fue escrito por Laura Donney y dirigido por Matt Shakman.
Paul Bettany y Elizabeth Olsen retoman sus respectivos papeles de Visión y Wanda Maximoff de la saga cinematográfica, protagonizando junto a Debra Jo Rupp y Kathryn Hahn. Shakman se incorporó a la serie en agosto de 2019. La filmación tuvo lugar en el área metropolitana de Atlanta, incluyendo Pinewood Atlanta Studios, y en Los Ángeles.
«Previously On» se estrenó en Disney+ el 26 de febrero de 2021. Los críticos destacaron las interpretaciones de Hahn, Olsen y Bettany, especialmente una escena entre Olsen y Bettany en la que discuten sobre el dolor, y también alabaron la historia de fondo y la revelación del nombre de Bruja Escarlata.

## Trama
En Salem, 1693, Agatha Harkness es juzgada por un aquelarre de brujas liderado por su madre Evanora por practicar magia negra. Mientras intentan matar a Agatha, ella les drena la vida.
En el presente, Agatha interroga a Wanda Maximoff, exigiendo saber cómo está controlando Westview, amenazándola con la vida de sus hijos. Agatha obliga a Wanda a revivir momentos clave de su vida, como cuando ella y su hermano Pietro quedaron atrapados entre los escombros junto a una bomba no detonada el día que murieron sus padres. En este recuerdo, Agatha deduce que Wanda nació siendo una bruja que desarrolló magia de maleficio básica cuando era niña, lo que se ve reforzado por el uso involuntario que hace Wanda de un simple maleficio de probabilidad para evitar que la bomba estalle.
En el siguiente recuerdo que revive, Wanda se ve a sí misma mientras Hydra experimenta con ella. Cuando se acerca a la Piedra de la Mente, esta reacciona a su presencia, activando y aumentando sus habilidades mágicas latentes. Antes de desmayarse, Wanda es testigo de una aparición en la luz de la Piedra de la Mente. A continuación, revive su primer recuerdo entrañable de Visión, en el Complejo de los Vengadores, mientras se relacionan por ser individuos que han llegado para estar solos.
Más tarde, se revela que Wanda visitó S.W.O.R.D. para intentar recuperar el cuerpo de Visión. Cuando el director Tyler Hayward le muestra el cadáver mutilado, Wanda pierde los nervios e irrumpe en el laboratorio, pero se marcha sin su cuerpo tras no sentir su presencia. Finalmente, Wanda se dirige a un terreno en ruinas en Westview que Visión había comprado para ella con la intención de vivir allí juntos. En un arrebato de dolor, crea una casa en el terremo, manifiesta una nueva versión de Visión y, finalmente, extiende el maleficio por toda la ciudad.
De vuelta al presente y saliendo de su trance, Wanda sale corriendo al exterior y se encuentra con Agatha, que tiene a sus hijos, Billy y Tommy, cautivos. Agatha se burla de Wanda por no conocer el alcance de sus propias habilidades, llamándola peligrosa, antes de revelar que sus poderes son en realidad magia del caos, lo que finalmente convierte a Wanda en la mítica «Bruja Escarlata».
En una escena a mitad de los créditos, S.W.O.R.D. revela el «Proyecto Catarata» de Hayward: el Visión original, ahora blanco, es activado usando la energía de Wanda del dron que previamente destruyó.

## Producción

### Desarrollo
En octubre de 2018, Marvel Studios estaba desarrollando una serie limitada protagonizada por la Wanda Maximoff de Elizabeth Olsen y el Visión de Paul Bettany de las películas del Universo cinematográfico de Marvel (UCM). En agosto de 2019, Matt Shakman fue contratado para dirigir la miniserie. Shakman y la guionista principal Jac Schaeffer producen de forma ejecutiva junto con Kevin Feige, Louis D'Esposito y Victoria Alonso de Marvel Studios.: 50  Feige describió la serie como parte «sitcom clásica» y parte «epopeya de Marvel», rindiendo homenaje a muchas épocas de sitcoms estadounidenses. El octavo episodio, titulado «Previously On», fue escrito por Laura Donney. Shakman explicó que darle ese título fue para ayudar a «reflejar la forma en que fue construido», explorando momentos pasados de la vida de Wanda.

### Escritura
«Previously On» revela que el padre de Wanda, Olek, vendía DVDs de sitcoms estadounidenses para ganarse la vida, lo que ayudó a formar el amor de Wanda por ellas. Entre las sitcoms que se muestran o a las que se hace referencia en el episodio están The Dick Van Dyke Show y su episodio «It May Look Like a Walnut», Yo amo a Lucy, The Addams Family, Bewitched, Mi bella genio, Who's the Boss?, The Brady Bunch y su episodio «Kitty Karry-all Is Missing», y Malcolm in the Middle y su episodio «Health Insurance». Al explorar el dolor de Wanda en el pasado, Donney dijo que los guionistas fueron conscientes de «no limitarse a mirar dónde ha estado Wanda, sino pasar tiempo con ella allí» para dar «espacio y una voz» a su dolor, permitiendo que este la moldee, no la defina. Antes del estreno de la serie, Feige dijo que los poderes de Wanda nunca se definieron por completo durante la Saga del Infinito, y que la serie exploraría los verdaderos orígenes de sus poderes, y si la Piedra de la Mente los desbloqueó; «Previously On» confirma que Wanda nació con sus poderes, y la Piedra de la Mente los amplificó, lo que se consideró una retrocontinuidad de la historia de Wanda en el UCM. Phil Owens, de TheWrap, lo calificó de «enorme», ya que se creía que todos los superhéroes humanos del UCM habían nacido normales, adquiriendo habilidades más tarde.
Shakman consideró que el diálogo y el intercambio entre Wanda y Visión en el que discuten sobre el dolor fue el «punto central» de WandaVision. La frase de Visión durante la escena, «¿Qué es el dolor, si no el amor que persevera?», recibió muchos elogios del público y la crítica. En ese momento en el estudio, Bettany había sentido que Visión necesitaba una línea similar a una que el personaje dice en Avengers: Age of Ultron (2015) sobre la belleza. La línea utilizada surgió de una sugerencia de Schaeffer que fue ajustada por su asistente Laura Monti.
Agatha Harkness llama a Wanda «Bruja Escarlata» en el episodio, esta no había sido conocida por ese nombre en el UCM hasta ese momento. Comentaristas creían que el nombre de «Bruja Escarlata» era más bien un título heredado o un linaje de brujas, más que un apodo de superhéroe; las versiones recientes del personaje en los cómics también han hecho este cambio. La apariencia blanca del Visión de S.W.O.R.D. se inspiró en la aparición del personaje como tal en la historia de los cómics, «Vision Quest».

### Casting
El episodio está protagonizado por Paul Bettany como Visión, Elizabeth Olsen como Wanda Maximoff, Debra Jo Rupp como Sharon Davis y Kathryn Hahn como Agatha Harkness.: 39:16–39:31  También aparecen Julian Hilliard y Jett Klyne como Billy y Tommy, respectivamente, los hijos de Wanda y Visión;: 41:36  Josh Stamberg como el director de S.W.O.R.D. Tyler Hayward, David Payton como John Collins,: 41:36  David Lengel como Harold Proctor, Amos Glick como un repartidor de pizza, Selena Anduze como Agente Rodríguez,: 41:36  Kate Forbes como Evanora Harkness, Ilana Kohanchi como Iryna Maximoff, Daniyar como Olek Maximoff, y Michaela Russell y Gabriel Gurevich como los jóvenes Wanda y Pietro Maximoff.

### Filmación y Edición
La filmación en el estudio de grabación tuvo lugar en Pinewood Atlanta Studios en Atlanta (Georgia), con Shakman como director y Jess Hall como director de fotografía. También se llevó a cabo en el área metropolitana de Atlanta, mientras que la filmación en exteriores y en estudios tuvo lugar en Los Ángeles cuando la serie reanudó su producción después de estar en pausa debido a la pandemia de COVID-19.: 50  La editora Nona Khodai recopiló todas las imágenes disponibles de Maximoff y Vision de las películas de UCM para hacer referencia al editar la serie, especialmente para asegurarse de que estaba haciendo coincidir esas películas con escenas en este episodio que se entrelazaban entre ellas.

### Efectos visuales
Los efectos visuales fueron creados por SSVFX, Framestore, Mr. X, Industrial Light & Magic, The Yard VFX, Digital Domain, Cantina Creative, RISE, Rodeo FX y Capital T.: 42:42–42:57  Perception, quien creó la secuencia de créditos finales de la serie, también creó un nuevo logo de Marvel Studios para este episodio. El logotipo cambia del logotipo normal de Marvel Studios al humo púrpura que Perception había usado para la secuencia de Agatha All Along en el episodio anterior, ya que este episodio comienza con la historia de fondo de Agatha en Salem. Perception también creó una tarjeta de localización en pantalla para el escenario de Salem que incluía un "giro de brujería", así como más humo púrpura.

### Música
La banda sonora del episodio fue lanzada digitalmente por Marvel Music y Hollywood Records el 5 de marzo de 2021, con la partitura del compositor Christophe Beck. El 9 de abril, se lanzó una pista adicional, "Family TV Night", como single digital; Beck había optado por dejarlo fuera del álbum de la banda sonora del episodio, pero lamentó esa decisión y trabajó con Marvel para lograrlo.
| N.º   | Título                                           | Duración |  |
| 1.    | «Salem»                                          | 1:40     |  |
| 2.    | «Witchnapped»                                    | 4:49     |  |
| 3.    | «Sokovia»                                        | 2:10     |  |
| 4.    | «War Zone»                                       | 4:30     |  |
| 5.    | «The Mind Stone»                                 | 2:29     |  |
| 6.    | «What Is Grief»                                  | 3:53     |  |
| 7.    | «Some Assembly Required»                         | 2:41     |  |
| 8.    | «Genesis»                                        | 6:07     |  |
| 9.    | «Ready for Launch»                               | 1:24     |  |
| 10.   | «Wanda and Vision (Love Theme from WandaVision)» | 2:32     |  |
| 32:15 |                                                  |          |  |

## Mercadotecnia
Después del lanzamiento del episodio, Marvel anunció mercancía inspirada en él como parte de su promoción semanal «Marvel Must Haves», incluyendo ropa, Funko Pops basados en Agatha y el Visión blanco, y una figura de Hasbro Marvel Legends del Visión blanco. En marzo de 2021, Marvel se asoció con el cocinero Justin Warner para lanzar una receta de Frappé panal de Salem (en inglés, Salem Honeycomb Frappe), con la inclusión del panal de miel pensado «tanto por la dulzura de la pequeña ciudad como por su forma hexagonal» para representar a Salem y al Hex, respectivamente. Se eligió el frappé porque es un tipo de batido que se sirve en Massachusetts.

## Lanzamiento
«Previously On» se estrenó en Disney+ el 26 de febrero de 2021.

## Recepción

### Respuesta crítica
El sitio web agregador de reseñas Rotten Tomatoes informó de un índice de aprobación del 95%, basándose en 19 reseñas con una calificación media de 8,17/10. El consenso crítico del sitio dice: «Kathryn Hahn se impone con fuerza y seriedad en su oficio en «Previously On». Afortunadamente, Elizabeth Olsen demuestra con su actuación magnética estar más que a la altura del desafío».
Abraham Riesman, de Vulture, se mostró entusiasmado con «Previously On», que le obligó a «revaluar todo» lo que sintió anteriormente por la serie, y dijo que el episodio «era todo lo que uno quiere de una excursión con el UCM, pero hecho de una manera que se sentía fresca, creativa y llena de emoción genuina». Aunque le encantó que Agatha dijera «Bruja Escarlata», Riesman consideró que el momento podría ser ligeramente confuso para los espectadores que no supieran que ese es su nombre en los cómics. Le decepcionó un poco la información adicional que se conoció sobre «Pietro», y concluyó que la aparición de Evan Peters equivalía a un «mero recurso publicitario, más que a un adelanto del multiverso». Ben Travers, de IndieWire, se refirió a la frase de Visión «¿Pero qué es el dolor, si no el amor que persevera?» durante su escena con Wanda, diciendo que era «una declaración tan poderosa y una encapsulación tan sucinta de un sentimiento profundo» y el momento hacia el que WandaVision había estado construyendo. Consideró que la serie debería haber reconocido el amor por sitcoms de Wanda al principio de la serie para ayudar a la audiencia a aceptar los homenajes, pero admitió que la pregunta más amplia de «¿Qué le pasó a Wanda?» importó todo el tiempo y se respondió «con un patetismo rotundo»; Travers le dio una «A-».
En su reseña para The A.V. Club, Stephen Robinson le dio una «B», diciendo que un episodio centrado en el personaje podría haber sido «un asesino de impulso», pero se alegró de que la serie fuera capaz de explorar las motivaciones de Wanda y responder a algunas preguntas planteadas desde su introducción en Avengers: Age of Ultron (2015). Robinson calificó a Hayward como «un villano más banal que Agatha» pero «no menos sádico» después de que se mostrara que había mentido previamente sobre el intento de Wanda de robar el cuerpo de Visión de S.W.O.R.D., y también señaló el cambio en la actuación de Hahn al final del episodio. Rosie Knight, de Den of Geek, calificó a «Previously On» como el «episodio más desgarrador» de la serie y alabó la actuación de Hahn, diciendo que creó la posibilidad de que Agnes fuera una antihéroe en lugar de una villana completa. En cuanto a Wanda, Knight consideró que se trataba de un «reinicio completo» del personaje, que permitía «una Wanda con matices, definida por el amor y la rabia más que por el trauma. Es un ser humano completo y Olsen vende cada lágrima, cada temblor de labios y cada jadeo horrorizado». Knight concluyó con entusiasmo de cara al episodio final, y consideró que WandaVision se estaba «convirtiendo en uno de los mejores proyectos del UCM».
Alan Sepinwall, de Rolling Stone, señaló que, con este episodio, gran parte de WandaVision parecía inspirarse en la trama del cómic «Vision Quest», escrito por John Byrne. Sepinwall dijo que la serie estaba adaptando el argumento «para volver a reunirlos [a Wanda y a Visión] en algo más fuerte que se basa en todas las piezas fragmentadas de las películas del UCM». Inicialmente, Sepinwall pensó que el episodio seguiría una estructura similar a la del cuarto episodio, «We Interrupt This Program», mostrando los acontecimientos anteriores a través de los ojos de Agatha, pero cuando cambió a «una biografía de Wanda más expandida y coherente que la que las películas del UCM han sido capaces de proporcionar», sintió que demostró ser una de las ventajas de escribir en un universo compartido: «Conseguir unir un montón de ideas antiguas que no estaban necesariamente destinadas a coincidir». La escena entre Wanda y Visión en el Complejo de los Vengadores fue el punto culminante del episodio para Sepinwall, que comparó la actuación de Olsen con su aparición en la serie Sorry for Your Loss de Facebook Watch, y la calificó de «increíblemente conmovedora». Sepinwall concluyó que si la serie tenía la intención de convertir a Wanda en una villana para cuando concluyera, sería «una villana mucho más redonda, y una que se siente mucho más compleja de lo que se le ha permitido ser a través de su extraña y sinuosa historia en el UCM hasta la fecha».
Matt Purslow, de IGN, se mostró más reservado con el episodio, dándole un 6 de 10. Consideró que, al ser el penúltimo de la serie, «acelería el ritmo» en lugar de ser «un ejercicio de balance». Añadió que los analepses se sienten «como controles previos al vuelo, asegurando que la audiencia está completamente informada antes de dirigirse al despegue final. Hay algunos giros divertidos, así como cierto valor emocional, pero para cualquiera que esté completamente invertido tanto en WandaVision como en el UCM, se siente como si se hubieran aplicado los frenos cuando debería haber sido el acelerador». Purslow consideró que el hecho de que la «Bruja Escarlata» dentro del UCM parezca indicar una profecía o linaje de brujas fue «un giro interesante», y consideró que la visión que Wanda ve en la Piedra de la Mente «fue un método particularmente fuerte para añadir una sensación de leyenda y peso a su historia». También disfrutó de la escena con Wanda y Visión en el Complejo de los Vengadores. Christian Holub, de Entertainment Weekly, disfrutó de la estructura de la entrega, pero se mostró insatisfecho con algunas de las explicaciones dadas, creyendo que la serie aún tenía muchas más preguntas que responder antes de concluir, como la verdadera naturaleza de «Pietro» y más información sobre Billy y Tommy. Además, Holub consideró que terminar el episodio llamando Bruja Escarlata a Wanda «se sintió bastante débil», pero dijo que la escena a de mitad de los créditos creó «una posibilidad bastante emocionante» para el episodio final de un posible enfrentamiento entre Wanda y el Visión de S.W.O.R.D. El colega de Holub, Chancellor Agard, se mostró «dividido» sobre el episodio, ya que disfrutó de las interpretaciones de Olsen y Hahn, pero consideró que la serie podría haber integrado los analepses «de una manera más audaz e interesante». Le hubiera gustado que la serie siguiera con los homenajes a sitcoms, haciendo referencia a uno de los dramas o «comedias tristes» de mediados o finales de la década de años 2010, en lugar del «truco del palacio de la memoria con muchas puertas», que parecía «convencional».

### Premios
Por su actuación en este episodio, Olsen fue nombrada «Intérprete de la semana» por TVLine para la semana del 22 de febrero de 2021, junto con Lydia West por It's a Sin. El sitio admitió que Olsen había sido merecedora de su «Intérprete de la semana» en toda la serie, y que en «Previously On» su actuación no era «menos convincente, aunque tonalmente diferente, que sus muchas semanas como ama de casa en la televisión». Durante el viaje de Wanda a través de sus analepses, Olsen fue capaz de retratar su tristeza sin decir muchas palabras en absoluto, y su visita al cadáver de Visión en S.W.O.R.D. dejó una «impresión indeleble» en el lugar y demostró que Olsen podía «destrozarnos con su voz apenas por encima de un susurro» con su línea «No puedo sentirte».